# 菊池功
菊池 功（きくち こう、1928年7月9日 - 2006年2月5日）は、日本の経営者。安川電機社長、会長を務めた。

## 来歴・人物
大分県中津市出身。1956年に慶應義塾大学工学部を卒業し、同年に安川電機製作所(のちの安川電機)に入社した。1978年に取締役に就任し、常務を経て、1985年に社長に就任した。1996年に会長に就任し、1999年には特別顧問に就任。1994年から1996年までに日本電機工業会会長を務めた。
1989年に藍綬褒章を受章。
2006年2月5日心不全のために死去。77歳没。